# Amauri Ribeiro
Amauri Ribeiro (ur. 23 stycznia 1959 w São Paulo) – były brazylijski siatkarz, reprezentant kraju, grający jako przyjmujący. Mistrz olimpijski 1992, a także wicemistrz 1984 z Los Angeles.